# لی شوئروی
لی شوئروی (انگلیسی: Li Xuerui؛ زادهٔ ۲۴ ژانویهٔ ۱۹۹۱) بدمینتون‌باز اهل چین است.